# (33959) 2000 ND6
2000 ND6 (asteroide 33959) é um asteroide da cintura principal. Possui uma excentricidade de 0.12015940 e uma inclinação de 4.16627º.
Este asteroide foi descoberto no dia 3 de julho de 2000 por Spacewatch em Kitt Peak.